# Låssa kyrka
Låssa kyrka en kyrkobyggnad som tillhör Bro församling och Uppsala stift. Fram till 2006 hörde kyrkan till Låssa församling som därefter uppgick i Bro församling. Kyrkan ligger på en halvö i Mälaren, vid Säbyholmsviken i Upplands-Bro kommun. Förr i tiden var den patronatskyrka åt Säbyholms gård.

## Kyrkobyggnaden
Kyrkobyggnaden består av ett rektangulärt långhus som är indelat i tre travéer. Vid östra kortsidan finns ett smalare polygonalt kor och vid västra kortsidan ett kyrktorn. Vid långhusets sydvästra sida finns ett före detta vapenhus som numera är sakristia. Kyrkan har en nyklassicistisk prägel med vitputsade fasader, rundbågiga fönster, flacka sadeltak och ett stramt kyrktorn med lanternin.

### Tillkomst och ombyggnader
Äldsta delen av kyrkan är långhusets båda västliga travéer som hörde till en liten absidkyrka uppförd under 1100-talets slut eller 1200-talets början. Vid mitten av 1400-talet slogs nuvarande tegelvalv, och vid samma tid uppfördes ett vapenhus i söder. Åren 1695–1697 utvidgades långhuset åt öster på bekostnad av Mauritz Posse. Ursprungliga koret med absid revs och kyrkan omvandlades till en salkyrka, med ett kor lika brett som långhuset. Posse lät även uppföra ett gravkor i öster. Samtidigt inrättades vapenhuset till sakristia och ingången flyttades till kyrkans västra kortsida. 1806 togs frågan upp att bygga ett kyrktorn, men först år 1836 kom tornbygget igång. 1837 flyttades kyrkklockorna över till tornet från att tidigare ha hängt i en klockstapel. Vid samma tillfälle gjordes andra arbeten. Kyrkans kor förenades med det Posseska gravkoret i öster som därmed förlorade sin kupol och lanternin. Kyrkan fick ett helt nytt yttertak med nuvarande form. Kyrkfönstren förstorades. 1888 restaurerades kyrkan under ledning av professor Magnus Isæus och efter ritningar av arkitekt Agi Lindegren. Muren mellan det Posseska gravkoret och långhuset revs och gravkorets minneshall blev kyrkans nya kor som ligger några trappsteg högre än övriga kyrkorummet. Själva gravrummet är igenmurat och ligger under det nuvarande koret. En genomgripande restaurering genomfördes åren 1945 - 1946 under ledning av arkitekt Sven A. Söderholm. Kyrkorummet återfick mer av sin ursprungliga karaktär och ett doprum inrättades i långhusets västra del.

## Inventarier
- Dopfunten av kalksten är från senare hälften av 1200-talet. Funten saknar uttömningshål. Nuvarande dopfat av mässing är modernt.
- Predikstolen är utförd i förgyllt och målat träsnideri och skänktes till kyrkan 1706 av Mauritz Posse på Säbyholm. Vid ombyggnaden 1888 flyttades den till sin nuvarande plats och försågs med fot och trappa. Vid en restaurering 1946 togs de ursprungliga färgerna fram.
- Nuvarande orgel med 13 stämmor, två manualer och pedal tillverkades 1946 av Åkerman & Lund Orgelbyggeri i Stockholm. Första orgeln skänktes till kyrkan 1785 av baron Magnus Posse.
- I kyrkan finns tre ljuskronor av klockbrons. I sakristian finns den äldsta ljuskronan från 1664 som har sex armar och kröns med en dubbelörn. Ljuskronan närmast kyrkans ingång är från 1672 och har tolv armar i två omgångar. Längre fram i kyrkan finns en ljuskrona från 1724 med 24 armar i tre omgångar.
- Ovanför altarringen finns en ljuskrona av glas från 1837 med åtta armar.
- Ett stort nattvardskärl med tillhörande paten skänktes till kyrkan 1712 av Axel Gabriel Leijonhufvud på Ådö. 1821 stals dessa och ersattes 1829 med nuvarande kyrksilver. Nattvardskärl med paten är tillverkade av guldsmeden Johan Gustaf Åkerman och daterade 1817. Nattvardskärlet är av silver och delvis förgyllt. Nuvarande runda oblatask av silver köptes in 1829 och ersatte tidigare oblatask som stals 1821. En vinkanna av nysilver med lamm på locket är enligt en inventarieförteckning från 1892 skaänkt av C. R. Sparre på Säbyholm. Tidigare vinkanna från 1741 stals 1821.
- Kyrkans äldsta antependium av röd sammet är från första hälften av 1600-talet. 1946 renoverades det av Libraria i Stockholm.
- I tornet hänger två kyrkklockor. Storklockan sprck 1772 och omgöts 1773 av Gerhard Meyer i Stockholm. Lillklockan är också omgjuten av Gerhard Meyer.

## Omgivning
- Kyrkogården omges av en bogårdsmur som är byggd av sprängd och vald gråsten. Största delen av muren uppfördes åren 1823-1831. År 1713 berättas att kyrkogården omgärdades av träplank. 1744 var en del av stenmuren byggd.
- På kyrkogårdens sydöstra hörn finns det Sparreska gravkoret som är uppfört av majoren greve Klas Robert Sparre (f. 1813 d. 1862). Det åttakantiga gravkoret är byggt av putsat tegel.
- Vid södra muren finns ännu ett gravkor det Tauvonska som är byggt av putsat tegel och har plåttak.
- En klockstapel har funnits på kyrkogården och första gången den omnämns är 1699 då den behövde repareras. År 1741 sägs stapeln vara så förfallen att den riskerade falla ned och skada kyrkan och det Posseska gravkoret. Stapeln borde ha stått vid kyrkans östra del. 1752 var en ny stapel färdig. Stapeln omnämns inte efter 1829-1830 och troligen revs den på 1830-talet när tornet färdigställdes.

### Webbkällor
- Orgelanders